# Lijst van nummer 1-hits in de 3FM Mega Top 50 in 2014
Deze hits stonden in 2014 op nummer 1 in de Mega Top 50, de hitlijst van de Nederlandse radiozender 3FM, die op 19 augustus 2014 de naam NPO 3FM krijgt.
| Datum        | Artiest                               | Titel                            |
| ------------ | ------------------------------------- | -------------------------------- |
| 4 januari    | Pitbull & Ke$ha                       | Timber                           |
| 11 januari   | John Legend                           | All of me                        |
| 18 januari   | John Legend                           | All of me                        |
| 25 januari   | John Legend                           | All of me                        |
| 1 februari   | John Legend                           | All of me                        |
| 8 februari   | John Legend                           | All of me                        |
| 15 februari  | Katy Perry & Juicy J                  | Dark horse                       |
| 22 februari  | Katy Perry & Juicy J                  | Dark horse                       |
| 1 maart      | Clean Bandit & Jess Glynne            | Rather be                        |
| 8 maart      | Clean Bandit & Jess Glynne            | Rather be                        |
| 15 maart     | Clean Bandit & Jess Glynne            | Rather be                        |
| 22 maart     | The Common Linnets                    | Calm after the storm             |
| 29 maart     | Clean Bandit & Jess Glynne            | Rather be                        |
| 5 april      | Clean Bandit & Jess Glynne            | Rather be                        |
| 12 april     | Clean Bandit & Jess Glynne            | Rather be                        |
| 19 april     | Clean Bandit & Jess Glynne            | Rather be                        |
| 26 april     | Clean Bandit & Jess Glynne            | Rather be                        |
| 3 mei        | Clean Bandit & Jess Glynne            | Rather be                        |
| 10 mei       | Clean Bandit & Jess Glynne            | Rather be                        |
| 17 mei       | The Common Linnets                    | Calm after the storm             |
| 24 mei       | The Common Linnets                    | Calm after the storm             |
| 31 mei       | The Common Linnets                    | Calm after the storm             |
| 7 juni       | Nico & Vinz                           | Am I wrong                       |
| 14 juni      | Tove Lo & Hippie Sabotage             | Stay high (Habits remix)         |
| 21 juni      | Dotan                                 | Home                             |
| 28 juni      | Dotan                                 | Home                             |
| 5 juli       | Dotan                                 | Home                             |
| 12 juli      | Dotan                                 | Home                             |
| 19 juli      | Lilly Wood & The Prick & Robin Schulz | Prayer in C (Robin Schulz remix) |
| 26 juli      | Lilly Wood & The Prick & Robin Schulz | Prayer in C (Robin Schulz remix) |
| 2 augustus   | Lilly Wood & The Prick & Robin Schulz | Prayer in C (Robin Schulz remix) |
| 9 augustus   | Lilly Wood & The Prick & Robin Schulz | Prayer in C (Robin Schulz remix) |
| 16 augustus  | Lilly Wood & The Prick & Robin Schulz | Prayer in C (Robin Schulz remix) |
| 23 augustus  | Lilly Wood & The Prick & Robin Schulz | Prayer in C (Robin Schulz remix) |
| 30 augustus  | Pitbull & John Ryan                   | Fireball                         |
| 6 september  | Pitbull & John Ryan                   | Fireball                         |
| 13 september | Pitbull & John Ryan                   | Fireball                         |
| 20 september | Pitbull & John Ryan                   | Fireball                         |
| 27 september | Pitbull & John Ryan                   | Fireball                         |
| 4 oktober    | Meghan Trainor                        | All About That Bass              |
| 11 oktober   | Mr. Probz                             | Nothing Really Matters           |
| 18 oktober   | Mr. Probz                             | Nothing Really Matters           |
| 25 oktober   | Mr. Probz                             | Nothing Really Matters           |
| 1 november   | Mr. Probz                             | Nothing Really Matters           |
| 8 november   | Mr. Probz                             | Nothing Really Matters           |
| 15 november  | Mr. Probz                             | Nothing Really Matters           |
| 22 november  | Mr. Probz                             | Nothing Really Matters           |
| 29 november  | Ed Sheeran                            | Thinking Out Loud                |
| 6 december   | Ed Sheeran                            | Thinking Out Loud                |
| 13 december  | Ed Sheeran                            | Thinking Out Loud                |
| 20 december  | Ed Sheeran                            | Thinking Out Loud                |
| 27 december  | Ed Sheeran                            | Thinking Out Loud                |